# H.H. Simon en Judaskerk
De H.H. Simon en Judaskerk is een rooms-katholieke kerk in het Twentse stadje Ootmarsum in de Nederlandse gemeente Dinkelland. De kerk is gewijd aan de apostelen Simon en Judas Taddeüs.
De kerk is het enige voorbeeld in Nederland van Westfaalse romanogotiek. Qua typologie is het een opmerkelijk kerkgebouw omdat het kenmerken van een hallenkerk en een pseudobasiliek combineert. Typisch voor de pseudobasiliek zijn de muren van de zijbeuken die lager zijn dan die van de middenbeuk en de lessenaarsdaken boven de zijbeuken. De gewelfribben van hoofd- en zijbeuken ontspringen echter op dezelfde hoogte; dit is typisch voor een hallenkerk.

## Oudste geschiedenis
Ootmarsum wordt voor het eerst vermeld in de Vita van de Utrechtse bisschop Radbod die in 917 bij Ootmarsum stierf.
Volgens de Vita was er toen al een oratorium in deze plaats. In 1162 wordt de kerk van Ootmarsum door bisschop Godfried aan het klooster van Weerselo geschonken.
De parochie Ootmarsum behoort tot de oudste van Twente en had oorspronkelijk een grote omvang. In 1236 werd de kapel van Almelo van Ootmarsum afgescheiden en een volwaardige parochiekerk. Ook de parochie van Tubbergen en haar dochterkerken Albergen en Geesteren vielen oorspronkelijk onder de parochie Ootmarsum.
In 1195 of 1196 werd Ootmarsum door de Drenten gebrandschat. Deze gebeurtenis beschouwt men gewoonlijk als de terminus post quem van de bouw van de huidige kerk.

## Bouwgeschiedenis
Deze kerk is in verschillende periodes gebouwd. Het grootste deel, het schip en het westelijk transept, stamt uit de dertiende eeuw. De bouwstijl van deze delen sluit aan bij die van enkele kerken in Westfalen. Er is grote overeenkomst met de kerk van Legden.
De plattegrond van het schip is opgebouwd volgens het gebonden stelsel. De middenbeuk telt twee traveeën, de zijbeuken vier. Dit deel stamt uit circa 1230, behalve de gewelven die tegelijk met het westelijke transept zijn aangebracht. Dit wordt rond 1250 gedateerd. Ook de koortravee dateerde in zijn oorspronkelijke vorm uit deze periode getuige het boogfries dat boven de gotische gewelven bewaard is gebleven.
In 1491 werd er een nieuwe gotische koorsluiting gebouwd. Kort daarna werd het oostelijke transept gebouwd en de sacristie aan de noordzijde.

## Tachtigjarige oorlog
Aan de zuidzijde van de kerk is een kanonskogel ingemetseld met daaronder het jaar 1597. De kogel herinnert aan de inname van Ootmarsum toen de stad in Staatse handen kwam.
In de zeventiende eeuw kwam de kerk in protestantse handen. Het merendeel van de bevolking bleef echter rooms-katholiek.

## Negentiende eeuw
In 1809 werd het kerkgebouw door koning Lodewijk aan de rooms-katholieken toegewezen, omdat de protestantse gemeente veel kleiner was. De protestanten bouwden vervolgens een kleinere neoclassicistische kerk aan de Ganzenmarkt. Uit de oude kerk namen ze onder andere orgel en preekstoel (1674) mee.
De toren was in handen van de gemeentelijke overheid gekomen.
Nadat de romaanse kerktoren van Rijssen in 1826 grotendeels was ingestort liet het gemeentebestuur de toren van de Simon en Judaskerk uit voorzorg afbreken. De toren werd vervangen door een daktorentje boven de westgevel. Een in steen gehouwen tijdvers (chronogram) uit 1844 herinnert aan deze verbouwing.

## Interieur

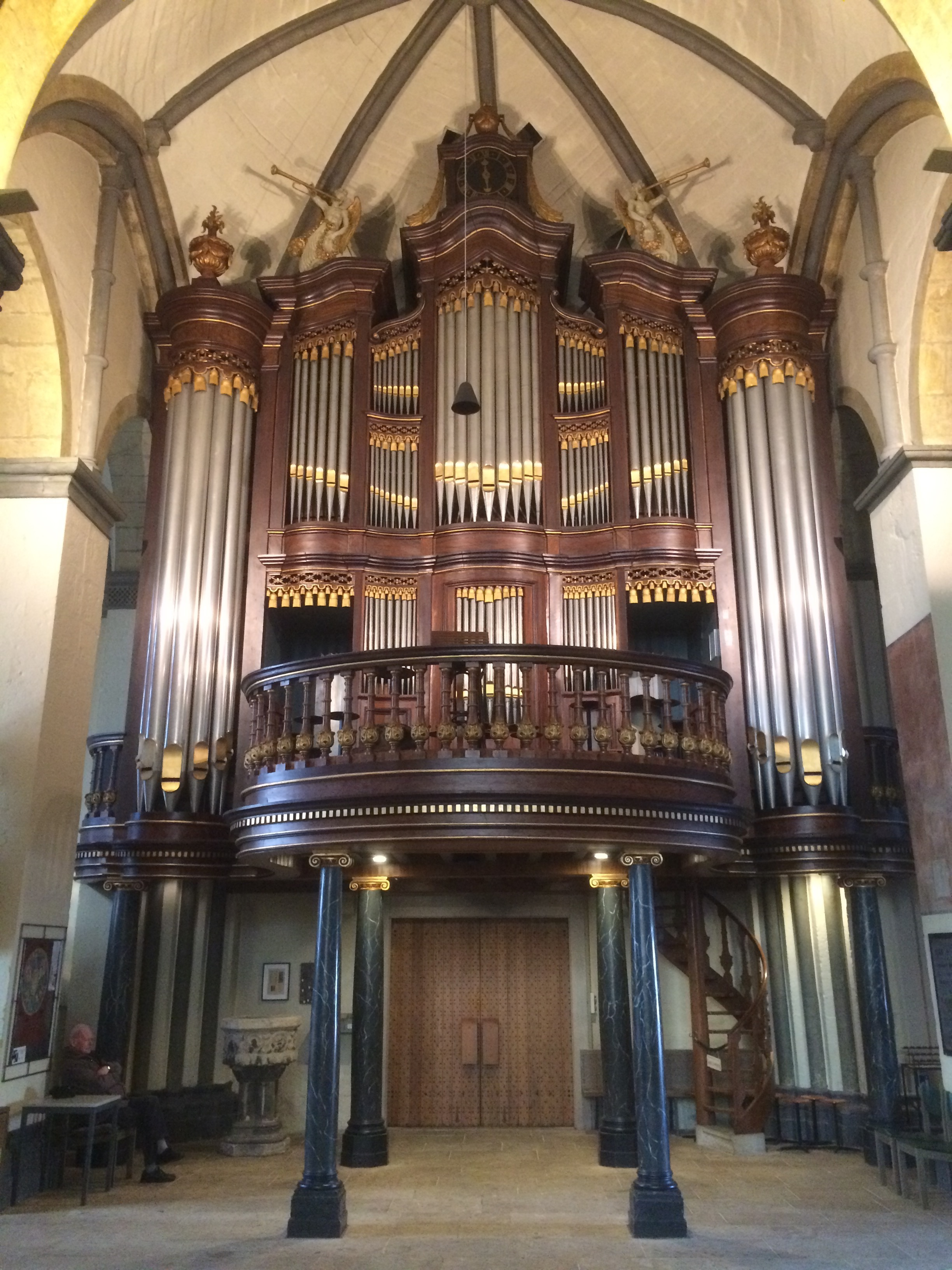
Het orgel

De kerk heeft een orgel uit 1814 gebouwd door Franz Friedrich Epmann.
Delen van het interieur zijn afkomstig van de beeldhouwer August Schmiemann uit Münster. Deze omvatten het Corpus Christi van het triomfkruis in het koor van de kerk, gemaakt in 1891, de twee beelden van het Heilig Hart en het Heilig Hart van Maria op de pilaren, evenals de figuren en reliëfafbeeldingen op de gebeeldhouwde preekstoel.